# São Romão
São Romão este un oraș în Minas Gerais (MG), Brazilia.